# Pandanus sulawesicus
Pandanus sulawesicus är en enhjärtbladig växtart som beskrevs av Benjamin Clemens Masterman Stone. Pandanus sulawesicus ingår i släktet Pandanus och familjen Pandanaceae.
Artens utbredningsområde är Sulawesi. Inga underarter finns listade.